# جيمس شيروود (ملحن)
جيمس شيروود (بالإنجليزية: James Sherwood)‏ هو ملحن بريطاني، ولد في 26 فبراير 1975 في روتشفورد ‏ في المملكة المتحدة.